# Renata Kronberger
Renata Kronberger (Plzeň, 22 luglio 1958) è un'ex cestista tedesca.

## Carriera
Con la Germania Ovest ha disputato due edizioni dei Campionati europei (1981, 1983).